# A medence
A medence (La Piscine / La Piscina) 1969-ben bemutatott színes, francia–olasz filmdráma. Jacques Deray alkotása Jean-Emmanuel Conil regénye alapján készült. A medence fojtott légkörű bűnügyi kamaradráma, a francia filmművészetre jellemző lélektani krimik egyik korai, jelentős darabja. Hasonló jellegű pszichológiai-bűnügyi drámák fűződnek például a francia új hullámmal ismertté vált Claude Chabrol vagy Michel Deville nevéhez is.

## A cselekmény
|  | Alább a cselekmény részletei következnek! |

A helyszín Saint-Tropez, egy elegáns villa. Itt tölti napjait a jóképű Jean-Paul és a bájos Marianne. Az úszómedence partján ugyan még szenvedélyesen ölelkeznek, kapcsolatuk mégis kihűlőben van. Telefonál régi barátjuk, Harry, hogy néhány napra meglátogatná őket. A viszontlátás látszólag örömteli. Harry magával hozta lányát is, akit korábban évekig nem látott: Pénélope a nővé érés küszöbén álló kamaszlány, aki eleinte látványosan unja a luxusvilla nyújtotta kényelmes semmittevést. A kialakuló beszélgetések során fokozatosan feltárul a négy ember múltja, egymáshoz való viszonya. Jean-Paul író, aki nincsen túl jó formában, Harry viszont sikeresnek mondható zeneszerző, most is magával hozta egy új szerzeményét. Harryt egyébként korábban szoros érzelmi szálak fűzték Marianne-hoz, és a jelek arra utalnak, hogy a régi kapcsolat lángja felszítható lenne. Jean-Paul mindössze testileg áll fölötte barátjának: Harry nincs ugyan rossz formában, de azért már hízásnak (és öregedésnek) indult, Jean-Paul viszont férfiúi vonzereje teljében van. A barátság felszíne alatt a két férfi között vetélkedés folyik. A művészi alkotás terén egyértelmű Harry fölénye, és úgy tűnik, a férfi képes arra is, hogy Marianne-t ismét meghódítsa. Jean-Paul viszont Pénélope iránt kezd érdeklődni. A lány nem sokat tud apjáról, évekig nem is hallott felőle, aztán – mint mondja – megjelent az életében, és körbehurcolja őt a fél világon. Egyáltalán nem tetszik neki az a gyengédség, amit apja részéről tapasztal Marianne iránt. A négy ember között a felszínen látszólag még minden rendben van, de érződik, hogy a mélyben felgyülemlett feszültségek valamilyen formában hamarosan előtörnek.
Az élet örömeit féktelenül élvező Harry egy este alkalmi barátokkal állít be, és házibulit rögtönöznek. Jean-Paul és Pénélope egyre féltékenyebben figyeli, ahogy tánc közben Marianne és Harry szorosan egymáshoz bújnak. Harry már nem is titkolja Jean-Paul előtt, hogy bármikor vissza tudná hódítani volt barátnőjét. A buli utáni napon Marianne és Harry együtt mennek bevásárolni. Jean-Paul váratlanul megjelenik Pénélope szobájában. Beszélgetésük során a lány további részleteket mond el magáról, apjáról, arról, ahogyan ő a mostani helyzetet látja. Mire Marianne-ék visszajönnek a bevásárlásból, Jean-Paulék már nincsenek a villában: úszni mentek. Meglehetősen későn térnek vissza. A kései vacsora közben látszólag ártalmatlan fecserészés folyik, ám valójában mindenki tudja, mi történhetett Jean-Paul és Pénélope között, míg távol voltak. A lány rövidesen aludni megy, Harry pedig bejelenti, hogy másnap elutaznak. Utána elmegy, és csak éjszaka tér haza, meglehetősen ittasan. Jean-Paul még ébren van. A két férfi között a medence partján nyílt szóváltásra kerül sor, kiterítik kártyáikat. A vita hevében Harry megpróbálja megütni Jean-Pault, az italtól imbolyogva azonban elvéti az ütést, és belezuhan a medencébe. Megpróbál kikászálódni belőle, de Jean-Paul visszalöki. Harry eleinte tréfának véli, hogy Jean-Paul mindig visszalöki a vízbe, valahányszor ki akarna mászni belőle, de aztán elege lesz a tréfából. Jean-Paul azonban nem viccel: váratlanul a víz alá nyomja Harry fejét, és mindaddig nem engedi fel, amíg a férfi lélegzik.

Marianne és Harry (Romy Schneider és Maurice Ronet)

A tetemet ezután kihúzza a partra, és levetkőzteti. Eltünteti Harry ruháit, tiszta holmiba öltözteti a férfit, aztán visszalöki a vízbe, hogy baleset látszatát keltse. Számítása látszólag beválik. A temetésre rövidesen sor kerül. Marianne képtelen a villában maradni, pláne a történtek után a medencében fürdeni. Pénélope is távozni akar, hazautazna anyjához. Megjelenik azonban egy rendőrfelügyelő. Hivatalosan a hatóságok ugyan nem vitatják a baleset tényét, a felügyelő azonban néhány zavaró apróságra hívja fel a figyelmet. Ha Harry valóban részegen tért haza, mint azt Jean-Paul vallotta, miként lehetséges, hogy a cipőjét és zokniját mégis gondosan levetette, mielőtt a medencébe került volna, a karóráját azonban magán hagyta? A ruhái miért nem utalnak italos befolyásoltságra, egyáltalán miért voltak teljesen üresek a zsebei? A felügyelő ugyan semmit nem tud bizonyítani, ám felkelti Marianne gyanakvását. A nő egyre inkább úgy érzi, Jean-Paul titkol valamit, talán tényleg köze volt Harry halálához. Mikor egyszer arra céloz, hogy a pincében megtalálta Harry eldugott ruháit, Jean-Paul elszólja magát, és bevallja a nőnek, hogy mit tett. Pénélope mindebből semmit nem tud meg, hazautazik. Jean-Paul vallomását nem követi bűnhődés. Marianne megtartja a titkot, és a férfivel marad. Szánalomból vagy talán azért, mert megérzi, hogy Jean-Paulnak valóban szüksége van rá? Esetleg bűntudatot érez? Bizonytalan kapcsolatuk folytatódik, a gyilkosság nem zúzta szét ezt a törékeny viszonyt, sokkal inkább megerősítette. Vajon mennyire tartósan?

## Érdekességek
- A medence volt Alain Delon első közös munkája Jacques Deray rendezővel. A film nagy szakmai és közönségsiker volt, ezért Delon mint producer hosszú távra szerződtette Deray-t. Következő közös filmjük, a Borsalino (1970) – melyben Jean-Paul Belmondo volt a másik főszereplő Delon mellett – szintén kasszasikernek bizonyult. Későbbi munkáik már kevésbé lelkes fogadtatásban részesültek, bár a Zsarutörténetnek (1975) ismét kedvező volt a visszhangja.

- Marianne szerepére eredetileg Monica Vittit akarták felkérni, aki korábban már játszott Delonnal Michelangelo Antonioni A napfogyatkozás (1962) című drámájában. Delon azonban Romy Schneidert javasolta a női főszerepre. Schneider évekkel korábban a menyasszonya volt, házasságra mégsem került sor, mivel a férfi egy újabb szerelem kedvéért szakított a színésznővel. A medence forgatása kapcsán a bulvársajtó arról cikkezett, hogy az egykori szerelmesek talán ismét összejönnek, hiszen akkoriban mindketten függetlenek voltak. Ez nem történt meg, a barátságuk viszont megmaradt, sőt később a Trockij meggyilkolása (1972)  című Joseph Losey-filmben újra együtt álltak a kamerák elé.

- Maurice Ronet a magánéletben Delon egyik legjobb barátja volt. Majd egy évtizeddel korábban együtt játszottak René Clément Ragyogó napfény (1960) című bűnügyi filmjében is, melyben Ronet a szerepe szerint szintén a Delon által játszott szereplő áldozatává vált.

- Az eredetileg angol Jane Birkin ugyancsak szerepelt egy Antonioni-filmben, a Nagyításban (1966), amely ismertté, sőt bizonyos értelemben hírhedtté tette. Birkin Franciaországba költözött, A medence volt az első francia filmje. A bemutató évében készítette el második férjével, Serge Gainsbourg énekes-színész-rendezővel a Je t’aime… moi non plus című erotikus töltetű dalt, amely világsláger lett.

- 1968. október 1-jén Yvelines-ben, egy meddőhányóban holtan találták a jugoszláv Stefan Markovicot. A fiatal férfi holtteste egy szemeteszsákban volt. A 31 éves Markovicról kiderült, hogy Delon egyik barátja volt, aki a sztár testőrének szerepét is betöltötte. A nyomozás során Delont is többször kihallgatták. A színész A medence forgatásával igazolt magának alibit, de ez némileg kérdésessé vált, mikor kiderült, hogy a bűntény feltételezett időpontjában forgatási szünnap volt. A gyilkosság részleteit sosem sikerült tisztázni. Valószínűnek tűnt, hogy a szálak igen magas körökbe vezetnek. Delont hivatalosan nem vádolták meg semmivel, ami számtalan pletykára adott alkalmat. Ezek egyike az volt, hogy a színész fiának, Anthonynak igazából nem is Delon, hanem a sztárra meglehetősen hasonlító Markovic az apja. Delonnak egyébként korábban egy másik jugoszláv származású testőr-barátja is tisztázatlan körülmények között halt meg: 1966. január 31-én az ismert hollywoodi filmsztár, Mickey Rooney felesége, Barbara villájának fürdőszobájában holtan találták a nőt és Milos Milosevicet, a szeretőjét, aki korábban Delon testőre volt. A hivatalos változat szerint Milosevic végzett Barbarával, majd öngyilkos lett. 1976. augusztus 11-én egy brüsszeli szállodai szobában holtan találták Uros Milisevicet – a szövevényes események során már a harmadik jugoszláv férfit –, aki a Delon–Markovic-ügyben kulcsfontosságúnak tartott, ám ellentmondásos vallomásokat tett. Markovic halála ügyében a gyanú árnyéka nem ártott Delon karrierjének, inkább rejtélyessé tette személyét, ezáltal még hitelesebbé és életszerűbbé vált alakítása A medence főszerepében mint gyilkossá váló férfi, nem beszélve azokról a filmszerepeiről, melyekben rezzenéstelen arcú bűnözőket játszott.

- 2003-ban mutatták be François Ozon Swimming Pool című alkotását, mely lényegében tisztelgés A medence előtt, variáció ugyanarra a helyzetre. Ozon filmjében két nő (Charlotte Rampling és Ludivine Sagnier) válik egy gyilkosság kapcsán riválisból szövetségessé, bár a rendező nyitva hagyta annak lehetőségét, hogy az események tényleg megtörténtek-e vagy csupán a jólét unalmas rutinjából szabadulni kívánó, középkorú írónő (Rampling) fantáziájában zajlott-e le minden.

## Főszereplők
| Szerep            | Színész          | Magyar hangja (1. szinkron) |
| ----------------- | ---------------- | --------------------------- |
| Jean-Paul         | Alain Delon      | Mácsai Pál                  |
| Marianne          | Romy Schneider   | Kováts Adél                 |
| Harry             | Maurice Ronet    | Dörner György               |
| Pénélope          | Jane Birkin      | Kökényessy Ági              |
| Lévêque felügyelő | Paul Crauchet    | Szacsvay László             |
| Émilie            | Suzie Jaspard    | Kassai Ilona                |
| Fred              | Steve Eckhardt   | N/A                         |
| Mulatt lány       | Maddly Bamy      | N/A                         |
| Egy barát         | Thierry Chabert  | N/A                         |
| Bulivendég        | Stéphanie Fugain | N/A                         |